# Lena Hades
Lena Hades (rusko Лена Хейдиз: Lena Hejdiz), ruska slikarka, * 2. oktober 1959.
Hadesova živi in dela v Moskvi. Tekoče govori šest evropskih jezikov (nemščino, angleščino, italijanščino, poljščino, islandščino in francoščino). Zelo jo zanimajo starodavni jeziki - stara grščina, stara egipčanščina, sanskrt in hebrejščina. Je avtorica življenjepisno-grafičnega cikla Tako je govoril Zaratustra (Так говорил Заратустра), vizualne metafore k Nietzschejevi knjigi, večdelnih teografij Manifesta teografije in teometrije (Манифест Теографии и Теометрии), Manifesta matizma (Манифест матизма) in drugih del.
Dela iz cikla Tako je govoril Zaratustra so razstavljena v večjih ruskih muzejih kot sta Državna Tretjakovska galerija in moskovski Muzej sodobne umetnosti.